# Resolució 345 del Consell de Seguretat de les Nacions Unides
La Resolució 345 del Consell de Seguretat de les Nacions Unides fou aprovada el 17 de gener de 1974. Després d'una resolució de l'Assemblea General el Consell va decidir ampliar les llengües de treball del Consell de Seguretat incloent el xinès. Juntament amb el xinès, els altres quatre idiomes de treball del Consell són l'anglès, francès, rus i castellà.
La resolució va ser aprovada sense votació.